# Шлоссфіппах
Шлоссфіппах (нім. Schloßvippach) — громада в Німеччині, розташована в землі Тюрингія. Входить до складу району Земмерда. Складова частина об'єднання громад Ан-дер-Марке.
Площа — 20,92 км2. Населення становить 1347 ос. (станом на 31 грудня 2021).